# エリアで最初に開局した放送局の一覧 (日本)

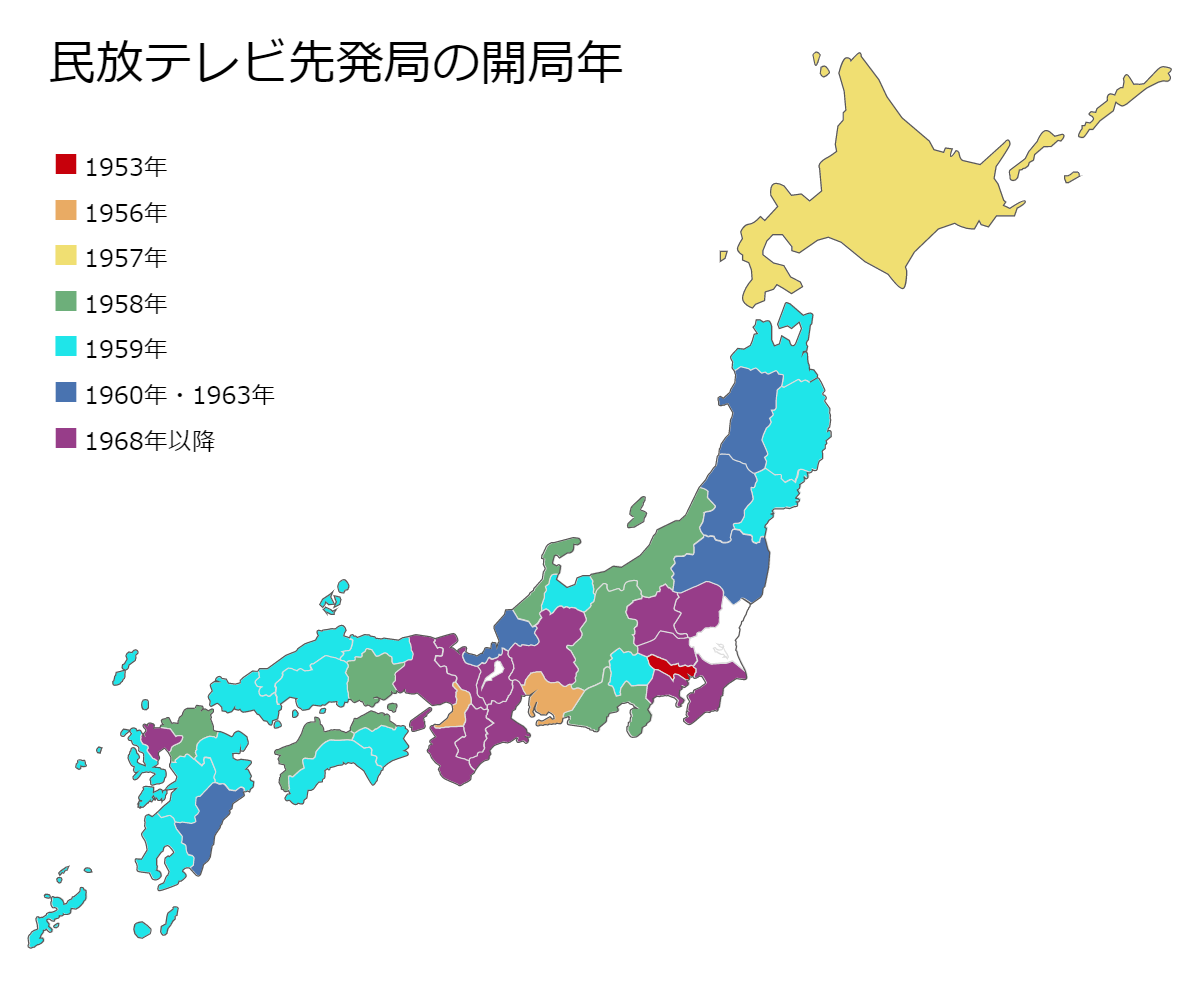
各都道府県の民放テレビ先発局の開局年

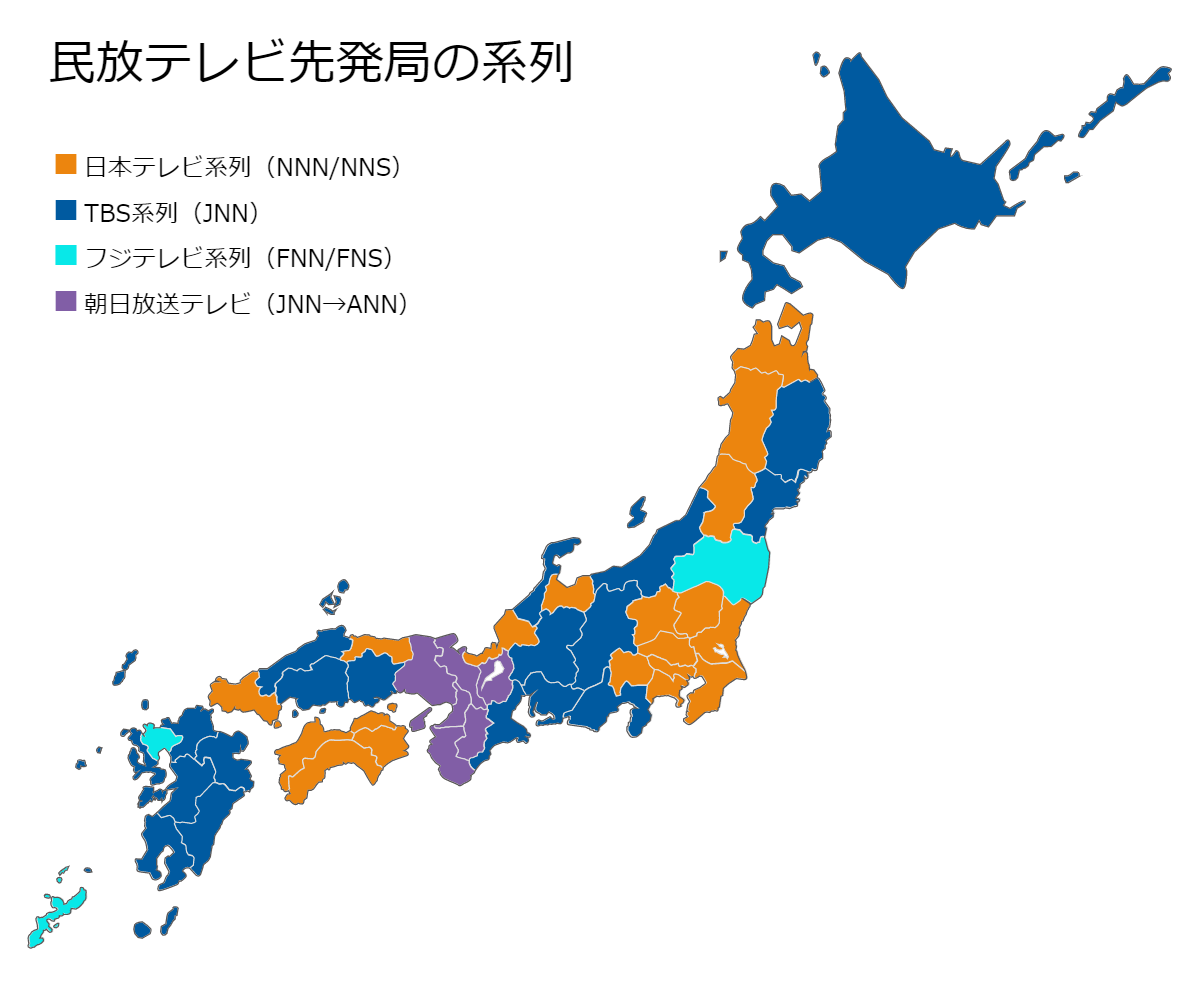
各都道府県の民放テレビ先発局の所属系列

エリアで最初に開局した放送局の一覧（エリアでさいしょにかいきょくしたほうそうきょくのいちらん）では、日本において各放送対象地域で最初に開局した民間放送局を一覧にしてまとめる。

## 概説
本項で扱う民間放送局は、特に多系統のテレビジョン放送において大きな意味を持つ。大半の地域でVHFにより開局し、のちにラテ兼営化されたこともあり、後発のテレビ局に比べエリア面・広告営業等で優位性を保っているためである。
しかし、2011年を刻限とするデジタル化により、送信媒体がUHFに統一され優位性が失われること、そのデジタル化に伴うコスト増に加え不況とマルチメディア化による広告収入減で、「エリア第1局」は次第に大きな意味を失いつつある。
以下、●を付けた局は同一エリアで唯一の民放局、★は廃局となった民放局。エリアの区分けは基幹放送普及計画によった。

## テレビ局
※事実上も含めたAM兼営局は■印付、AMステレオ放送実施局は▼印付。
| エリア     | コールサイン/略称/ID | 社名                            | 現在の系列   | 開局日         | 備考 |
| ---------- | -------------------- | ------------------------------- | ------------ | -------------- | --- |
| 北海道     | HR HBC 1             | ■北海道放送                     | JNN          | 1957年4月1日   | |
| 青森県     | GR RAB 1             | ■青森放送                       | NNN/NNS      | 1959年10月1日  | |
| 岩手県     | DF IBC 6             | ■IBC岩手放送                    | JNN          | 1959年9月1日   | |
| 宮城県     | IR TBC 1             | ■東北放送                       | JNN          | 1959年4月1日   | |
| 秋田県     | TR ABS 4             | ■秋田放送                       | NNN/NNS      | 1960年4月1日   | |
| 山形県     | EF YBC 4             | ■山形放送                       | NNN/NNS      | 1960年4月1日   | |
| 福島県     | PX FTV 8             | 福島テレビ                      | FNN/FNS      | 1963年4月1日   | |
| 関東広域圏 | AX NTV 4             | 日本テレビ放送網                | NNN/NNS      | 1953年8月28日  | 日本の民放テレビ第1局 |
| 栃木県     | GY GYT 3             | ●とちぎテレビ                   | JAITS        | 1999年4月1日   | 現時点で日本最後の民放テレビ局 |
| 群馬県     | ML GTV 3             | ●群馬テレビ                     | JAITS        | 1971年4月16日  | |
| 埼玉県     | US TVS 3             | ●テレビ埼玉                     | JAITS        | 1979年4月1日   | |
| 千葉県     | CL CTC 3             | ●千葉テレビ放送                 | JAITS        | 1971年5月1日   | |
| 東京都     | MX TOKYO MX 9        | ●東京メトロポリタンテレビジョン | JAITS        | 1995年11月1日  | |
| 神奈川県   | KM tvk 3             | ●テレビ神奈川                   | JAITS        | 1972年4月1日   | |
| 新潟県     | DR BSN 6             | ■新潟放送                       | JNN          | 1958年12月24日 | |
| 富山県     | LR KNB 1             | ■北日本放送                     | NNN/NNS      | 1959年4月1日   | |
| 石川県     | MR MRO 6             | ■北陸放送                       | JNN          | 1958年12月1日  | |
| 福井県     | PR FBC 7             | ■福井放送                       | NNN/NNS・ANN | 1960年6月1日   | 地域第1局で唯一のクロスネット局 |
| 山梨県     | JF YBS 4             | ■山梨放送                       | NNN/NNS      | 1959年12月20日 | |
| 長野県     | SR SBC 6             | ■信越放送                       | JNN          | 1958年10月25日 | |
| 静岡県     | VR SBS 6             | ■静岡放送                       | JNN          | 1958年11月1日  | |
| 中京広域圏 | GX CBC 5             | ■CBCテレビ                      | JNN          | 1956年12月1日  | 開局時 中部日本放送（AR） 2014年4月1日に中部日本放送から事業譲受                                                                                     |
| 岐阜県     | ZF GBS 8             | ●■岐阜放送                      | JAITS        | 1968年8月12日  | 日本初となった親局UHF民放テレビ局 |
| 愛知県     | CI TVA 10            | ●テレビ愛知                     | TXN          | 1983年9月1日   | |
| 三重県     | MH MTV 7             | ●三重テレビ放送                 | JAITS        | 1969年12月1日  | |
| 近畿広域圏 | AY ABC 6             | ■朝日放送テレビ                 | ANN          | 1956年12月1日  | 開局時 大阪テレビ放送（BX, OTV） 1959年6月1日合併し、朝日放送（NR, ABC）、2018年4月1日に認定放送持株会社化によりテレビ・ラジオ分社、コールサイン変更 |
| 滋賀県     | BL BBC 3             | ●びわ湖放送                     | JAITS        | 1972年4月1日   | |
| 京都府     | BR KBS京都 5         | ●■京都放送                      | JAITS        | 1969年4月1日   | |
| 大阪府     | BH TVO 7             | ●テレビ大阪                     | TXN          | 1982年3月1日   | |
| 兵庫県     | UH SUN 3             | ●サンテレビジョン               | JAITS        | 1969年5月1日   | |
| 奈良県     | NM TVN 9             | ●奈良テレビ放送                 | JAITS        | 1973年4月1日   | |
| 和歌山県   | OM WTV 5             | ●テレビ和歌山                   | JAITS        | 1974年4月1日   | |
| 鳥取県     | JX NKT 1             | 日本海テレビジョン放送          | NNN/NNS      | 1959年3月3日   | 1972年に両県エリアを統合し、準広域放送に移行 BSSテレビは統合前、本社所在地は鳥取県であるものの、島根県のみがエリアだった                             |
| 島根県     | HF BSS 6             | ■山陰放送                       | JNN          | 1959年12月15日 | 1972年に両県エリアを統合し、準広域放送に移行 BSSテレビは統合前、本社所在地は鳥取県であるものの、島根県のみがエリアだった                             |
| 広島県     | ER RCC 3             | ■中国放送                       | JNN          | 1959年4月1日   | |
| 山口県     | PF KRY 4             | ■山口放送                       | NNN/NNS      | 1959年10月1日  | |
| 岡山県     | YR RSK 6             | ■RSK山陽放送                    | JNN          | 1958年6月1日   | 1979年に両県エリアを統合し、準広域放送に移行 |
| 香川県     | KF RNC 4             | ■西日本放送                     | NNN/NNS      | 1958年7月1日   | 1979年に両県エリアを統合し、準広域放送に移行 |
| 徳島県     | JR JRT 1             | ●■四国放送                      | NNN/NNS      | 1959年4月1日   | |
| 愛媛県     | AF RNB 4             | ■南海放送                       | NNN/NNS      | 1958年12月1日  | |
| 高知県     | ZR RKC 4             | ■高知放送                       | NNN/NNS      | 1959年4月1日   | |
| 福岡県     | FR RKB 4             | ■RKB毎日放送                    | JNN          | 1958年3月1日   | |
| 佐賀県     | SH STS 3             | ●サガテレビ                     | FNN/FNS      | 1969年4月1日   | |
| 長崎県     | UR NBC 3             | ■長崎放送                       | JNN          | 1959年1月1日   | |
| 熊本県     | BF RKK 3             | ■熊本放送                       | JNN          | 1959年4月1日   | |
| 大分県     | GF OBS 3             | ■大分放送                       | JNN          | 1959年10月1日  | |
| 宮崎県     | NF MRT 6             | ■宮崎放送                       | JNN          | 1960年10月1日  | |
| 鹿児島県   | CF MBC 1             | ■南日本放送                     | JNN          | 1959年4月1日   | |
| 沖縄県     | OF OTV 8             | 沖縄テレビ放送                  | FNN/FNS      | 1959年11月1日  | |

### NHKとの比較
なお、沖縄県はNHK沖縄放送局の前身でアメリカ施政権時に設立したOHK沖縄放送協会の開局日としている。
| エリア   | NHK（総合テレビ） | NHK（総合テレビ） | 民間放送第1局  | 民間放送第1局          | 日数   |
| エリア   | 地域局            | 開局日            | 開局日         | 現在の社名             | 日数   |
| -------- | ----------------- | ----------------- | -------------- | ---------------------- | ------ |
| 北海道   | 札幌              | 1956年12月22日    | 1957年4月1日   | 北海道放送             | 100日  |
| 北海道   | 函館              | 1957年3月22日     | 1958年12月15日 | 北海道放送             | 633日  |
| 北海道   | 室蘭              | 1958年11月27日    | 1959年3月25日  | 北海道放送             | 118日  |
| 北海道   | 旭川              | 1958年12月28日    | 1959年12月22日 | 北海道放送             | 359日  |
| 北海道   | 帯広              | 1959年12月24日    | 1963年7月13日  | 札幌テレビ放送         | 1297日 |
| 北海道   | 釧路              | 1959年12月28日    | 1962年5月8日   | 北海道放送             | 862日  |
| 北海道   | 北見              | 1961年4月5日      | 1964年7月1日   | 札幌テレビ放送         | 1183日 |
| 青森県   | 青森              | 1959年3月22日     | 1959年10月1日  | 青森放送               | 193日  |
| 青森県   | 八戸              | 1960年9月20日     | 1960年9月20日  | 青森放送               | 0日    |
| 岩手県   | 盛岡              | 1958年12月28日    | 1959年9月1日   | IBC岩手放送            | 247日  |
| 宮城県   | 仙台              | 1956年3月21日     | 1959年4月1日   | 東北放送               | 1106日 |
| 秋田県   | 秋田              | 1959年12月25日    | 1960年4月1日   | 秋田放送               | 98日   |
| 山形県   | 山形              | 1959年12月19日    | 1960年4月1日   | 山形放送               | 104日  |
| 山形県   | 鶴岡              | 1960年2月27日     | 1961年10月1日  | 山形放送               | 582日  |
| 福島県   | 福島              | 1959年4月1日      | 1963年4月1日   | 福島テレビ             | 1461日 |
| 関東広域 | 東京              | 1953年2月1日      | 1953年8月28日  | 日本テレビ放送網       | 208日  |
| 新潟県   | 新潟              | 1958年12月1日     | 1958年12月24日 | 新潟放送               | 23日   |
| 富山県   | 富山              | 1958年10月15日    | 1959年4月1日   | 北日本放送             | 168日  |
| 石川県   | 金沢              | 1957年12月23日    | 1958年12月1日  | 北陸放送               | 343日  |
| 福井県   | 福井              | 1959年8月3日      | 1960年6月1日   | 福井放送               | 303日  |
| 山梨県   | 甲府              | 1959年9月18日     | 1959年12月20日 | 山梨放送               | 93日   |
| 長野県   | 東京※             | 1957年8月29日     | 1958年10月25日 | 信越放送               | 422日  |
| 静岡県   | 静岡              | 1957年6月1日      | 1958年11月1日  | 静岡放送               | 518日  |
| 静岡県   | 浜松              | 1959年11月20日    | 1960年3月22日  | 静岡放送               | 123日  |
| 中京広域 | 名古屋            | 1954年3月1日      | 1956年12月1日  | CBCテレビ              | 1006日 |
| 近畿広域 | 大阪              | 1954年3月1日      | 1956年12月1日  | 朝日放送テレビ         | 1006日 |
| 鳥取県   | 鳥取              | 1959年3月3日      | 1959年3月3日   | 日本海テレビジョン放送 | 0日    |
| 島根県   | 松江              | 1959年10月28日    | 1959年12月15日 | 山陰放送               | 48日   |
| 岡山県   | 岡山              | 1957年12月23日    | 1958年6月1日   | RSK山陽放送            | 160日  |
| 広島県   | 広島              | 1956年3月21日     | 1959年4月1日   | 中国放送               | 1106日 |
| 広島県   | 福山              | 1960年3月1日      | 1962年4月1日   | 中国放送               | 761日  |
| 山口県   | 山口              | 1959年6月15日     | 1959年10月1日  | 山口放送               | 108日  |
| 徳島県   | 徳島              | 1959年3月15日     | 1959年4月1日   | 四国放送               | 17日   |
| 香川県   | 岡山※             | 1957年12月23日    | 1958年7月1日   | 西日本放送             | 190日  |
| 愛媛県   | 松山              | 1957年5月29日     | 1958年12月1日  | 南海放送               | 551日  |
| 高知県   | 高知              | 1958年11月28日    | 1959年4月1日   | 高知放送               | 124日  |
| 福岡県   | 福岡              | 1956年3月21日     | 1958年3月1日   | RKB毎日放送            | 710日  |
| 福岡県   | 北九州            | 1957年5月29日     | 1958年8月1日   | RKB毎日放送            | 429日  |
| 佐賀県   | 佐賀              | 1969年3月15日     | 1969年4月1日   | サガテレビ             | 17日   |
| 長崎県   | 長崎              | 1958年12月23日    | 1959年1月1日   | 長崎放送               | 9日    |
| 長崎県   | 佐世保            | 1958年12月23日    | 1959年2月20日  | 長崎放送               | 59日   |
| 熊本県   | 熊本              | 1958年2月22日     | 1959年4月1日   | 熊本放送               | 403日  |
| 大分県   | 大分              | 1959年8月24日     | 1959年10月1日  | 大分放送               | 38日   |
| 宮崎県   | 宮崎              | 1960年7月1日      | 1960年10月1日  | 宮崎放送               | 92日   |
| 鹿児島県 | 鹿児島            | 1958年2月22日     | 1959年4月1日   | 南日本放送             | 403日  |
| 沖縄県   | 沖縄              | 1968年12月22日    | 1959年11月1日  | 沖縄テレビ放送         | 3339日 |
| 沖縄県   | 宮古              | 1967年12月22日    | 1993年12月16日 | 沖縄テレビ放送         | 9491日 |

## ラジオ局
☆印はJRNとNRNの両方に加盟。AMステレオ放送実施局は▼印付。
| エリア     | 略称       | 社名                     | 系列   | 開局日         | 備考                                                                            |
| ---------- | ---------- | ------------------------ | ------ | -------------- | ------------------------------------------------------------------------------- |
| 北海道     | HR HBC     | 北海道放送               | ☆      | 1952年3月10日  |                                                                                 |
| 青森県     | GR RAB     | 青森放送                 | ☆      | 1953年10月12日 | 開局時 ラジオ青森                                                               |
| 岩手県     | DF IBC     | IBC岩手放送              | ☆      | 1953年12月25日 | 開局時 ラジオ岩手                                                               |
| 宮城県     | IR TBC     | 東北放送                 | ☆      | 1952年5月1日   | 開局時 ラジオ仙台                                                               |
| 秋田県     | TR ABS     | 秋田放送                 | ☆      | 1953年11月1日  | 開局時 ラジオ東北                                                               |
| 山形県     | EF YBC     | 山形放送                 | ☆      | 1953年10月15日 | 開局時 ラジオ山形                                                               |
| 福島県     | WR rfc     | ラジオ福島               | ☆      | 1953年12月1日  |                                                                                 |
| 関東広域圏 | KR TBS     | TBSラジオ                | JRN    | 1951年12月25日 | 開局時 ラジオ東京（KRT） 2001年10月1日に旧東京放送から分社・事業譲受            |
| 茨城県     | YF LuckyFM | ●LuckyFM茨城放送         | NRN    | 1963年4月1日   |                                                                                 |
| 栃木県     | XF CRT     | 栃木放送                 | NRN    | 1963年4月1日   | 開局時 ラジオ栃木                                                               |
| 群馬県     | RU FMG     | ●エフエム群馬            | JFN    | 1985年10月1日  |                                                                                 |
| 埼玉県     | DV NACK5   | ●エフエムナックファイブ  | 独立局 | 1988年10月31日 | 開局時 エフエム埼玉                                                             |
| 千葉県     | GV BAYFM   | ●ベイエフエム            | 独立局 | 1989年10月1日  | 開局時 エフエムサウンド千葉                                                     |
| 東京都     | AU TFM     | エフエム東京             | JFN    | 1970年4月26日  |                                                                                 |
| 神奈川県   | RF ---     | アール・エフ・ラジオ日本 | 独立局 | 1958年12月24日 | 開局時 ラジオ関東                                                               |
| 新潟県     | DR BSN     | 新潟放送                 | ☆      | 1952年12月24日 | 開局時 ラジオ新潟（RNK）                                                        |
| 富山県     | LR KNB     | 北日本放送               | ☆      | 1952年7月10日  |                                                                                 |
| 石川県     | MR MRO     | 北陸放送                 | ☆      | 1952年5月10日  | 開局時 北陸文化放送                                                             |
| 福井県     | PR FBC     | 福井放送                 | ☆      | 1952年7月1日   | 開局時 ラジオ福井                                                               |
| 山梨県     | JF YBS     | 山梨放送                 | ☆      | 1954年7月1日   | 開局時 ラジオ山梨（RYC）                                                        |
| 長野県     | SR SBC     | 信越放送                 | ☆      | 1952年3月25日  | 開局時 信濃放送                                                                 |
| 静岡県     | VR SBS     | 静岡放送                 | ☆      | 1952年11月1日  | 開局時 ラジオ静岡                                                               |
| 中京広域圏 | AR CBC     | CBCラジオ                | JRN    | 1951年9月1日   | 開局時 中部日本放送 戦後日本最初の民放局 2013年4月1日に中部日本放送から事業譲受 |
| 岐阜県     | OF RTC     | ★ラジオ東海              | 独立局 | 1955年3月1日   | 開局時 現在のGBSとは異なる岐阜放送（GHK） 東海ラジオ放送の前身                  |
| 愛知県     | CU FMA     | エフエム愛知             | JFN    | 1969年12月24日 | 日本初の実用商業FM局                                                            |
| 三重県     | XR KTB     | ★近畿東海放送            | 独立局 | 1953年12月10日 | 開局時 ラジオ三重（RMC） 東海ラジオ放送の前身                                   |
| 近畿広域圏 | OR MBS     | MBSラジオ                | ☆      | 1951年9月1日   | 開局時 新日本放送（NJB） 2021年4月1日に毎日放送から事業譲受                     |
| 滋賀県     | BR KBS     | 京都放送                 | NRN    | 1951年12月24日 | 開局時の略称はKHK                                                               |
| 京都府     | BR KBS     | 京都放送                 | NRN    | 1951年12月24日 | 開局時の略称はKHK                                                               |
| 大阪府     | BU FMO     | エフエム大阪             | JFN    | 1970年4月1日   | 開局時 大阪エフエム音楽放送                                                     |
| 兵庫県     | CR CRK     | ラジオ関西               | 独立局 | 1952年4月1日   | 開局時 神戸放送（CR）                                                           |
| 和歌山県   | VF WBS     | ●▼和歌山放送             | ☆      | 1959年4月1日   |                                                                                 |
| 鳥取県     | HF BSS     | 山陰放送                 | ☆      | 1954年3月1日   | 開局時 ラジオ山陰（RSB） ラジオは最初から両県で同一エリア                       |
| 島根県     | HF BSS     | 山陰放送                 | ☆      | 1954年3月1日   | 開局時 ラジオ山陰（RSB） ラジオは最初から両県で同一エリア                       |
| 岡山県     | YR RSK     | RSK山陽放送              | ☆      | 1953年10月1日  | 開局時 ラジオ山陽                                                               |
| 広島県     | ER RCC     | 中国放送                 | ☆      | 1952年10月1日  | 開局時 ラジオ中国                                                               |
| 山口県     | PF KRY     | 山口放送                 | ☆      | 1956年4月1日   | 開局時 ラジオ山口                                                               |
| 徳島県     | JR JRT     | 四国放送                 | ☆      | 1952年7月1日   |                                                                                 |
| 香川県     | KF RNC     | 西日本放送               | ☆      | 1953年10月1日  | 開局時 ラジオ四国                                                               |
| 愛媛県     | AF RNB     | 南海放送                 | ☆      | 1953年10月1日  | 開局時 ラジオ南海                                                               |
| 高知県     | ZR RKC     | 高知放送                 | ☆      | 1953年9月1日   | 開局時 ラジオ高知                                                               |
| 福岡県     | FR RKB     | RKB毎日放送              | JRN    | 1951年12月1日  | 開局時 ラジオ九州                                                               |
| 佐賀県     | UR NBC     | 長崎放送                 | ☆      | 1953年3月1日   | 開局時 ラジオ長崎                                                               |
| 長崎県     | UR NBC     | 長崎放送                 | ☆      | 1953年3月1日   | 開局時 ラジオ長崎                                                               |
| 熊本県     | BF RKK     | 熊本放送                 | ☆      | 1953年10月1日  | 開局時 ラジオ熊本                                                               |
| 大分県     | GF OBS     | 大分放送                 | ☆      | 1953年10月1日  | 開局時 ラジオ大分                                                               |
| 宮崎県     | NF MRT     | 宮崎放送                 | ☆      | 1954年7月1日   | 開局時 ラジオ宮崎（RMK）                                                        |
| 鹿児島県   | CF MBC     | 南日本放送               | ☆      | 1953年10月10日 | 開局時 ラジオ南日本                                                             |
| 沖縄県     | RR RBC     | 琉球放送                 | JRN    | 1954年10月1日  | 前身は「琉球の声」                                                              |